# Атмосфера Плутона

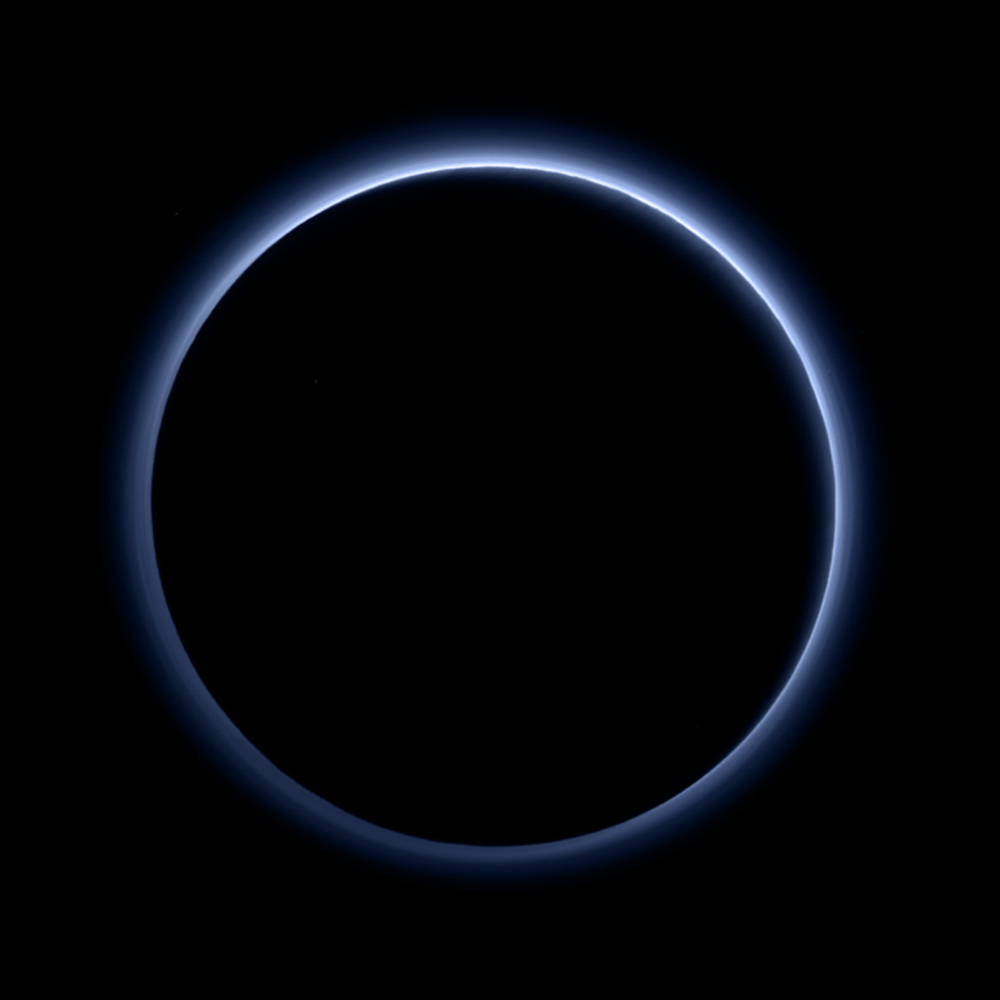
Нічний бік Плутона. Видно нижні шари атмосфери, підсвічені Сонцем. Знімок зонда New Horizons, кольори близькі до справжніх.

Атмосфера Плутона — розріджена газова оболонка, що оточує Плутон. Складається з речовин, що випаровуються з його поверхні: азоту (N2) з невеликими домішками метану (CH4) та чадного газу (CO). Містить шарувату імлу, утворену, ймовірно, складнішими сполуками, що синтезуються з цих газів під впливом жорсткого випромінювання. Примітна сильними й не до кінця зрозумілими сезонними змінами, що виникають через особливості орбітального та осьового обертання Плутона.
Тиск атмосфери Плутона біля поверхні становить 1 Па, що в 100 тисяч разів менше, ніж на Землі (дані космічного апарата New Horizons, 2015). Температура на поверхні лежить у межах 40–60 K, але з висотою швидко росте через спричинений метаном парниковий ефект. На висоті близько 30 км вона сягає 110 K, після чого повільно падає.
Плутон — єдиний транснептуновий об'єкт, у якого виявлено атмосферу. Найбільш схожа вона на атмосферу Тритона, а за деякими ознаками нагадує навіть атмосферу Марса.
Атмосферу Плутона досліджують із 1980-х років за допомогою фотометричних спостережень покриттів ним зірок, а також спектральними методами. 2015 року її дослідив зблизька космічний апарат New Horizons.

## Склад
Основний складник атмосфери Плутона — азот. Концентрація метану, згідно з даними зонда New Horizons, становить близько 0,25 % (за наземними спостереженнями було отримано значення 0,4–0,6% у 2008 році та 0,3–0,4% у 2012). Для вмісту чадного газу є зроблені за наземними спостереженнями оцінки 0,025–0,15% (2010) та 0,05–0,075% (2015). Під дією жорсткого випромінювання з них утворюються різноманітні складніші сполуки, що не є леткими при температурах поверхні Плутона і поступово осідають на неї. Це, зокрема, етан, етилен, ацетилен, більш важкі вуглеводні, нітрили, ціановодень та високомолекулярні сполуки толіни, що надають Плутону (як і деяким іншим далеким від Сонця тілам) коричнюватий колір. Для етилену та ацетилену є оцінки вмісту, зроблені за даними New Horizons: 0,0001 % та 0,0003 % відповідно.
Найбільш леткий компонент атмосфери Плутона — азот, на другому місці — монооксид вуглецю, на третьому — метан. Показником леткості є тиск насиченої пари. При температурі 40 K (значення, близьке до мінімального для поверхні Плутона) він становить порядку 10 Па для азоту, 1 Па для монооксиду вуглецю і 0,001 Па для метану. Зі збільшенням температури він різко зростає і при температурі 60 K (близькій до максимальної для поверхні) збільшується до 10 000 Па, 3000 Па та 10 Па відповідно. Тиск насиченої пари важчих за метан вуглеводнів, а також діоксиду вуглецю, лишається нехтовно малим (порядку 10–5 Па або ще меншим), що означає практичну відсутність у них леткості в умовах Плутона (принаймні в холодних нижніх шарах атмосфери). Вода, аміак та ціановодень є нелеткими навіть при температурі 100 K, характерній для верхньої атмосфери.
Для другорядних складників атмосфери Плутона можна очікувати більших, ніж для азоту, відхилень від рівноваги з поверхневими льодами і сильніших часових та просторових змін концентрації. Однак для метану не вдалося надійно виявити її змін ні з висотою (принаймні в нижній атмосфері), ні з довготою, ні з часом. Але з віддаленням Плутона від Сонця й абсолютний, і відносний вміст метану має зменшуватися, на що вказує залежність тиску насиченої пари його та азоту від температури. Примітно, що концентрація метану на 2 порядки вища за розраховану за законом Рауля на основі його концентрації в поверхневому льоді та співвідношення тиску насиченої пари його та азоту. Причини цього невідомі. Одна гіпотеза пояснює це наявністю на поверхні ділянок відносно чистого метанового льоду, а інша — підвищеним вмістом метану в тонкому поверхневому шарі звичайної суміші льодів.
Через сезонні зміни освітлення поверхні леткі льоди мігрують планетою: випаровуються в одних місцях і конденсуються в інших. За деякими оцінками, сезонні зміни товщини їх шару сягають величин порядку метра. Це (разом зі зміною кута зору) призводить до помітних змін яскравості й забарвлення Плутона.
Метан та чадний газ, попри малий вміст, впливають на температуру атмосфери Плутона: перший її сильно нагріває, а другий — дещо охолоджує (хоча міра цього охолодження є спірною).

## Імла

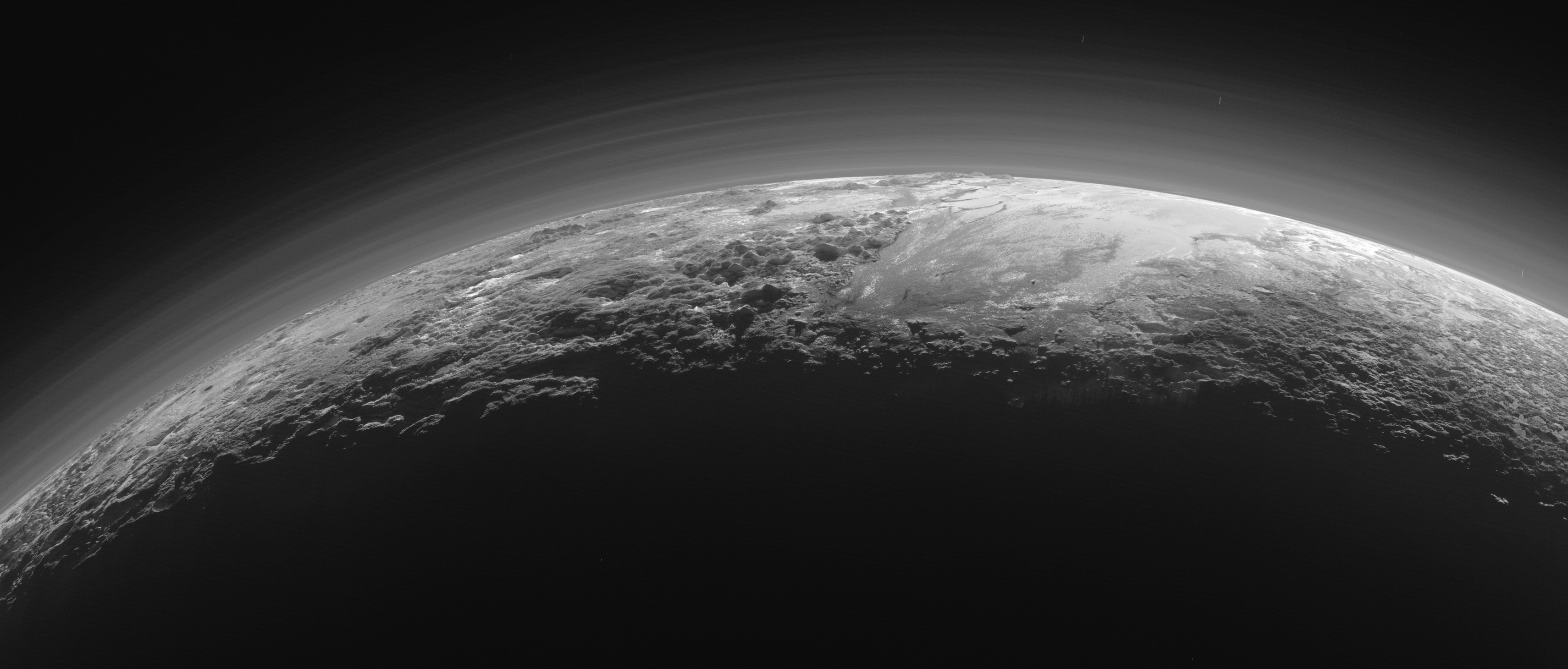
Імла в атмосфері Плутона. Видно численні окремі шари. Нижче — частина рівнини Sputnik Planum із навколишніми горами. Знімок зонда New Horizons, зроблений через 15 хвилин після максимального зближення з Плутоном.

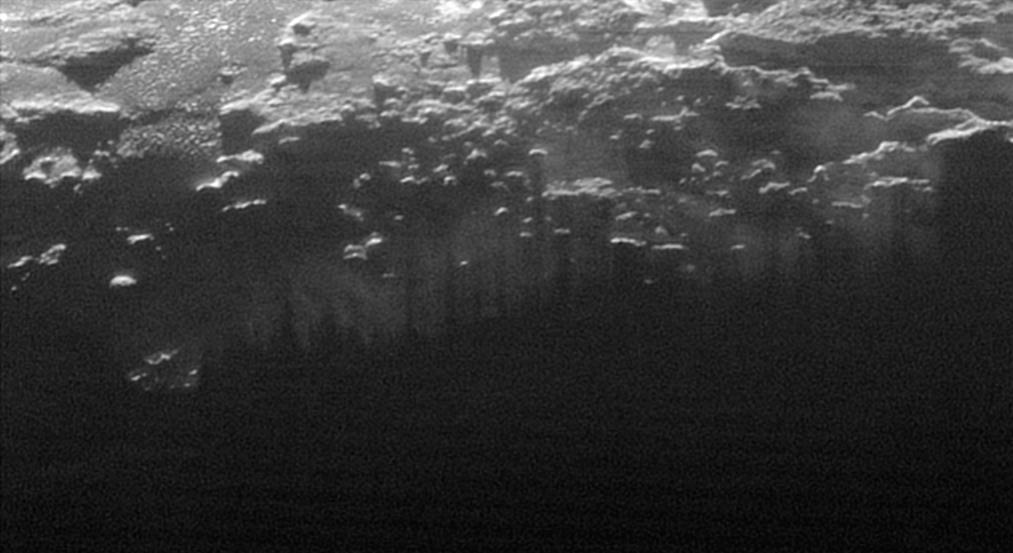
Тіні від гір на приповерхневій імлі

Зонд New Horizons виявив в атмосфері Плутона блакитну шарувату імлу, що охоплює всю карликову планету. На знімках вона сягає висоти >200 км, а ультрафіолетовим спектрометром зареєстрована до рівня 300 км. На найкращих знімках видно близько 20 шарів. Вони поширюються не менше ніж 1000 км по горизонталі; висота розташування окремого шару може бути дещо різною в різних місцях. Над північною полярною областю імла у 2-3 рази щільніша, ніж над екваторіальною. Товщина шарів — від 1 до понад 10 км, а вертикальна відстань між ними — порядку 10 км.
Незважаючи на розрідженість атмосфери, ця імла доволі помітна: завдяки розсіяному ній світлу навіть вдалося сфотографувати деякі деталі нічного боку Плутона. Подекуди на імлі видно довгі тіні від гір. Для її нормальної оптичної товщини є оцінки 0,004 та 0,013 (таким чином, вона зменшує інтенсивність вертикального променю світла на 1–e–0,004=0,4 % або 1–e–0,013=1,3 %, а променю, що йде по дотичній до поверхні, — значно сильніше). Шкала висот імли (висота, на якій її щільність спадає в e разів) становить 45–55 км, що приблизно збігається зі шкалою висот тиску для середніх шарів атмосфери. На висотах 100–200 км вона падає до 30 км.
Розмір часток імли неясний. Її блакитний колір вказує на радіус часток порядку 10 нм, а співвідношення яскравостей при різних фазових кутах — на радіус >100 нм. Це можна пояснити об'єднанням дрібних (десятки нм) часток у більші (сотні нм) грудки.
Найімовірніше, імла утворена частинками нелетких сполук, що синтезуються під дією жорсткого випромінювання з атмосферних газів і повільно випадають на поверхню. Час їх осідання вимірюється земними добами або тижнями. Розшаровування імли може бути пов'язано з гравітаційними хвилями, на наявність яких в атмосфері вказують і спостереження покриттів зірок. Хвилі ж, у свою чергу, можуть виникати від вітру, що дме над нерівностями рельєфу.

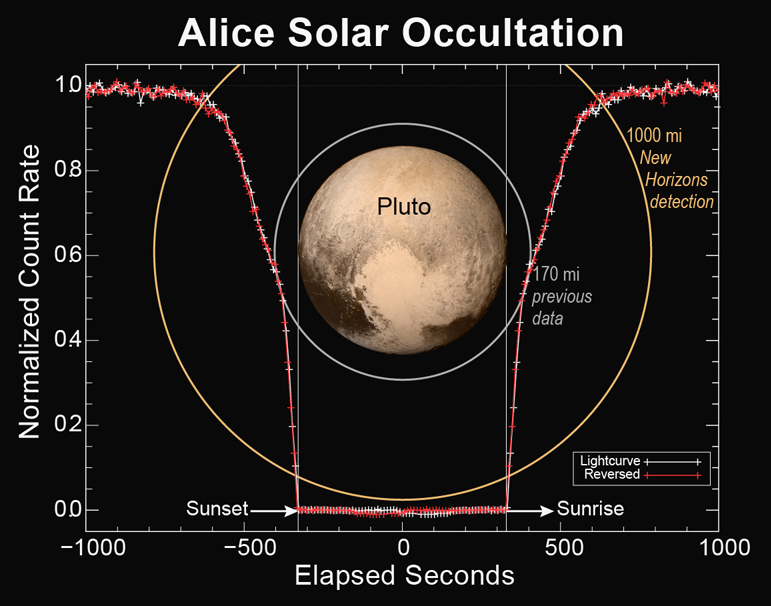
Крива поглинання сонячного ультрафіолету атмосферою Плутона під час проходження зонда New Horizons крізь його тінь. І на низхідній, і на висхідній гілці видно характерний злам, створений, імовірно, імлою.

Ймовірно, саме імла спричиняє злам на кривій падіння інтенсивності сонячного випромінювання, отриманій зондом New Horizons при проходженні крізь тінь Плутона (див. зображення): нижче рівня 150 км атмосфера послаблює світло значно сильніше, ніж вище. Подібний злам спостерігався і при покритті зорі 1988 року, і спершу теж був інтерпретований як послаблення світла імлою, але після появи даних New Horizons було встановлено, що він виникає переважно через швидкий ріст температури з висотою в нижніх шарах атмосфери. При подальших покриттях зірок (коли атмосфера Плутона вже була в ≥2 рази щільнішою) цього зламу майже або зовсім не було.
Іншу ознаку наявності імли спостерігали під час покриття 2002 року. Коли Плутон уже покрив зорю, деяка частина її світла завдяки заломленню в його атмосфері все ж досягала Землі, і виявилося, що інтенсивність цього світла зростає з довжиною хвилі. Це було інтерпретоване як доволі надійна ознака розсіювання світла аерозолями (подібно до почервоніння Сонця, що сходить). Але при наступних покриттях (в тому числі 29 червня 2015) цього явища не було, а 14 липня 2015 New Horizons виявив, що колір у імли Плутона блакитний.

## Температура та термічна структура
Тропосфера Плутона представлена лише тонким і переривчастим граничним шаром. У його межах температура відносно стала. Він був виявлений при просвічуванні атмосфери радіохвилями за допомогою апарата New Horizons і зареєстрований при заході зонда за Плутон, але не при виході. Товщина цього шару становила 4 км, а температура — 37±3 K (саме при такій температурі тиск насиченої пари азоту дорівнює спостережуваному атмосферному тиску). Можливо, граничний шар складається з газу, що нещодавно випарувався з поверхні і ще не змішався з рештою атмосфери. На користь цього свідчить те, що цей шар спостерігався в області рівнини Sputnik Planum, великого резервуару летких льодів. Випаровування мало відбуватися в часи спостережень чи незадовго до них — розрахунки показують, що без відновлення цей шар проіснував би не більше 2 земних років.
Вище граничного шару починається стратосфера — область, де температура швидко зростає з висотою (температурна інверсія). Швидкість зростання суттєво різна в різних місцях: при заході апарата за Плутон було виміряно 6,4±0,9, а при виході — 3,4±0,9 K/км (дані для нижніх 10 км стратосфери). За наземними спостереженнями цю величину оцінювали в 2,2, 3–15 або 5,5 градусів на кілометр. Збільшення температури — результат парникового ефекту, спричиненого метаном. Середня температура поверхні становить 42±4 K (дані 2005 року), а середня по атмосфері — 90+25
−18 K (2008).
На висоті 20–40 км температура сягає максимуму (100–110 K; стратопауза) і далі повільно падає (біля 0,2 K/км; мезосфера). Причини цього падіння неясні; можливо, це результат охолоджувальної дії ацетилену, ціановодню та (або) чадного газу. На висотах більш як 500 км температура, сягнувши 70 K, стає сталою.
Часові зміни температури середніх — верхніх шарів атмосфери, згідно з даними спостережень покриттів зірок, незначні. І 1988, і 2002, і 2006 року вона була однаковою в межах похибки і становила біля 100 K з невизначеністю порядку 10 K (хоча тиск зріс удвічі). Значної залежності температури від широти та часу доби за цими даними знайдено не було: над усією поверхнею температура виявилася приблизно однаковою. Це узгоджується з теоретичними даними, що передбачають швидке перемішування атмосфери. Однак New Horizons 2015 року спостерігав помітну різницю між кривими залежності температури від висоти на різних боках Плутона.
В атмосфері Плутона вдалося виявити невеликі вертикальні неоднорідності температури. Вони проявляються в різких і коротких сплесках яскравості під час покриттів зірок. Величину цих неоднорідностей оцінюють у 0,5–0,8 K на інтервалах висоти в кілька кілометрів. Вони можуть бути результатом гравітаційних хвиль або турбулентності, спричинених конвекцією або вітрами.
Взаємодія з атмосферою впливає на температуру поверхні Плутона. Розрахунки показують, що атмосфера, попри дуже малий тиск, здатна суттєво згладжувати добові коливання цієї температури. Однак там все ж лишаються температурні варіації величиною близько 20° — частково тому, що ділянки поверхні, де випаровується азотний лід, значно охолоджуються (подібно до охолодження при випаровуванні води).

## Тиск
Тиск атмосфери Плутона дуже малий і сильно змінюється з часом. Спостереження покриттів Плутоном зірок показують, що між 1988 та 2015 роком цей тиск поступово виріс приблизно втричі, хоча з 1989 року Плутон віддаляється від Сонця. Ймовірно, це наслідок того, що 1987 року на північному (точніше, «позитивному») полюсі Плутона настав полярний день, що сприяє випаровуванню азоту з полярної області, а південна півкуля ще надто тепла для його конденсації. Абсолютні значення поверхневого тиску зі спостережень покриттів отримати важко, бо «просвітити» нижні шари атмосфери при цьому зазвичай не вдається. Його доводиться розраховувати через залежність тиску від висоти, яка точно не відома, бо залежить від характеру зміни з висотою температури. Крім того, потрібно знати радіус Плутона, який до 2015 року був відомий зі значною невизначеністю. Для низки покриттів, починаючи з 1988 року, тиск розраховували для умовної відстані від центру Плутона 1275 км (як виявилося згодом, це 88±4 км від поверхні).
Криві залежності тиску від відстані до центру Плутона, отримані для покриттів 1988 та 2002 року, в комбінації з сучасним значенням радіусу Плутона (1187±4 км) дають приблизно 0,4 Па для 1988 року та 1,0 Па для 2002. За спектральними даними було розраховано тиск 0,94 Па в 2008 році та 1,23 Па в 2012 році для відстані від центру 1188 км (1±4 км від поверхні). При покритті 4 травня 2013 вдалося отримати значення тиску знов-таки практично для рівня поверхні (1190 км від центру, або 3±4 км від поверхні): 1,13±0,007 Па. Покриття 29/30 червня 2015, за 2 тижні до прольоту повз Плутон зонда New Horizons, дало значення поверхневого тиску в 1,3±0,1 Па.
Перші прямі й детальні дослідження найнижчих шарів атмосфери Плутона виконав апарат New Horizons 2015 року. За допомогою просвічування її радіохвилями було визначено, що поверхневий тиск становить 1 Па, або 10–5 атм (під час заходу апарата за диск Плутона було виміряно 1,1±0,1, а під час виходу — 1,0±0,1 Па). Це приблизно узгоджується зі спостереженнями покриттів за попередні кілька років, хоча деякі розрахунки вказували на те, що дані покриттів відповідають удвічі більшому тиску.
Шкала висот тиску на Плутоні суттєво змінюється з висотою — іншими словами, залежність тиску від висоти відхиляється від експоненційної. Це пов'язано з тим, що на різних висотах сильно відрізняється температура. Для приповерхневого шару шкалу висот оцінюють у 17–19 км, а для висот 30–100 км — у 50–70 км.

## Сезонні зміни
Через витягнутість орбіти в афелії Плутон отримує в 2,8 рази менше тепла, ніж у перигелії. Це має спричиняти в його атмосфері сильні зміни, але в їх деталях лишається чимало неясного. Спершу вважали, що в афелії практично вся атмосфера замерзає й випадає на поверхню (на це вказує сильна залежність тиску сублімації її складників від температури), але уточнені моделі передбачають, що помітна атмосфера має зберігатися протягом усього року.
Зараз Плутон віддаляється від Сонця (останнє проходження перигелію було 5 вересня 1989), і освітленість його поверхні загалом зменшується. Однак картину ускладнює великий нахил осі його обертання (122,5°), через який на значній частині поверхні панують довгі полярні дні та ночі. Незадовго до проходження перигелію — 16 грудня 1987 — на Плутоні настало рівнодення, і його північний (позитивний) полюс вийшов із полярної ночі тривалістю 124 земні роки.
Дані, що існують станом на 2014 рік, дозволили побудувати таку модель сезонних змін атмосфери Плутона. Під час проходження афелію (востаннє — 1865 року) суттєва кількість замерзлих газів була і в північній, і в південній півкулі. Приблизно тоді ж на Плутоні настало рівнодення, і він повернувся до Сонця південною півкулею. Леткі льоди стали поступово мігрувати до північної, і близько 1900 року південна їх значною мірою позбулася. Після наступного рівнодення (1987) вона відвернулася від Сонця. Але її поверхня, збіднена леткими льодами, була вже добре прогріта, а велика термальна інерція (забезпечувана нелетким водяним льодом) не давала їй швидко остигнути. Тому гази, що почали інтенсивно випаровуватися з північної півкулі, не можуть такими ж темпами конденсуватися в південній і поповнюють атмосферу, збільшуючи її тиск. У 2035–2050 роках південна півкуля остигне настільки, що суттєва конденсація газів стане можливою, і почнеться їх міграція туди з півночі, де панує полярний день. Це продовжуватиметься до рівнодення біля афелію (поблизу 2113 року). Повністю північна півкуля летких льодів так і не позбудеться, і завдяки їх випаровуванню атмосфера зберігатиметься навіть поблизу афелію. Сезонні зміни атмосферного тиску в цій моделі сягають приблизно 4 разів; мінімум був у 1970–1980 роках, а максимум настане близько 2030. Температура ж варіює в межах лише кількох градусів.

## Розсіювання
За оцінками, заснованими на даних зонда New Horizons, атмосфера Плутона розсіюється в космосі зі швидкістю 1×1023 молекул азоту та 5×1025 молекул метану на секунду. Це відповідає втраті шару азотного льоду товщиною кілька сантиметрів та шару метанового льоду товщиною кількадесят метрів за час існування Сонячної системи.
До вимірювань New Horizons температуру верхніх шарів атмосфери Плутона вважали вищою, а з цього випливала дуже велика швидкість розсіювання атмосфери. Темпи її втрати оцінювали в 1027–1028 молекул (50–500 кг) азоту на секунду. При такій швидкості за час існування Сонячної системи випарувався би шар поверхні товщиною в сотні чи навіть тисячі метрів. У такому разі відносна швидкість втрати атмосфери у Плутона була би більшою, ніж у всіх великих планет і навіть у Тритона. Поповнювати ж запаси азоту йому нема чим: розрахунки показують, що падіння на нього дрібних тіл для цього недостатньо.

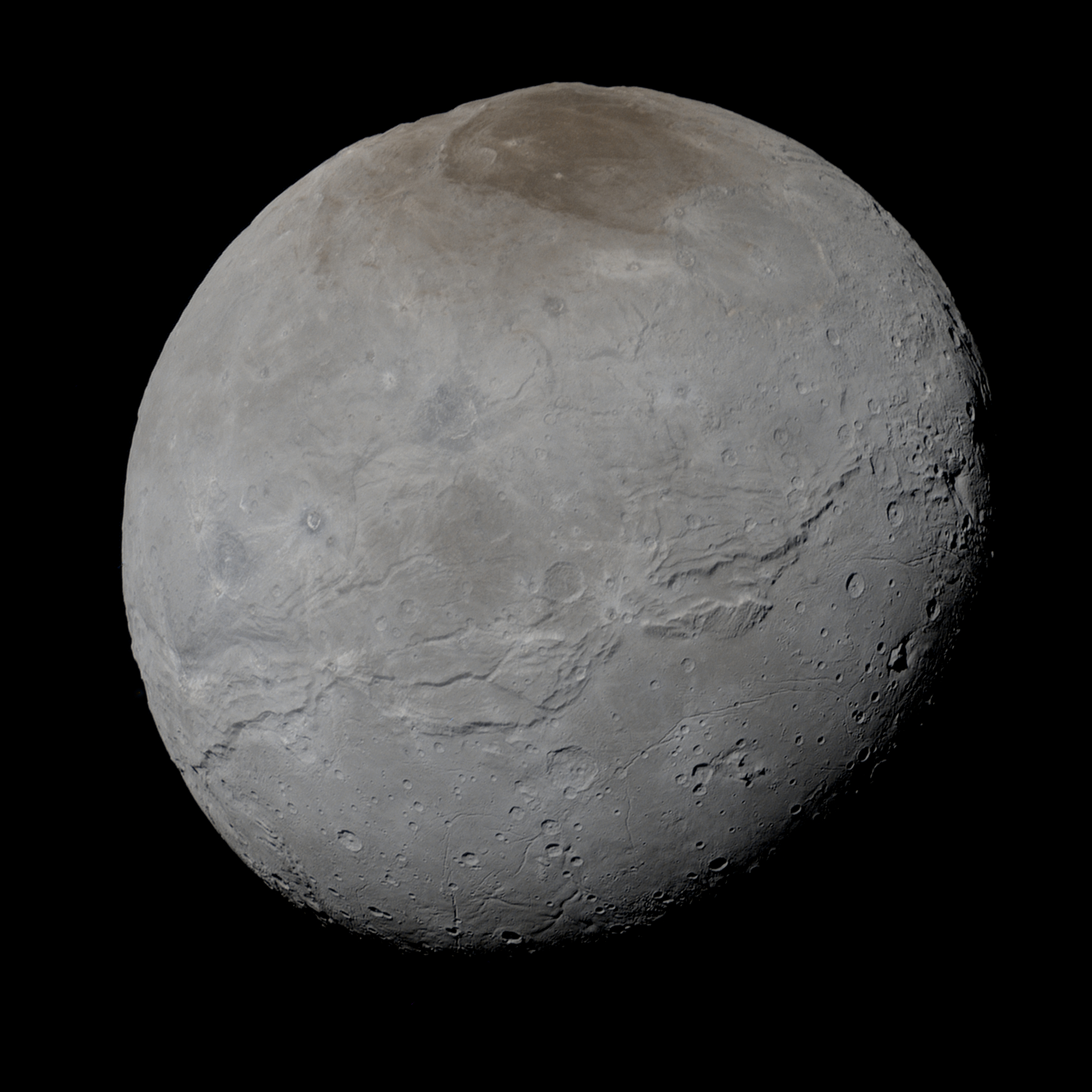
Харон у справжніх кольорах

Велика червонувата пляма на північному полюсі Харона (пляма Мордора) може складатися з толінів, що утворюються з метану, який походить із атмосфери Плутона. Моделі показують, що на Харон має потрапляти близько 2,5 % газів, які втрачає Плутон.

## Взаємодія з сонячним вітром
Молекули, яким вистачає швидкості для подолання гравітації Плутона, втікають у космос та іонізуються сонячним ультрафіолетом. Коли сонячний вітер стикається з перепоною з цих іонів, він сповільнюється, відхиляється вбік, підхоплює іони та несе їх із собою, створюючи за Плутоном довгий хвіст. Позаду Плутона в потоці сонячного вітру залишається порожнина довжиною принаймні 100 000 км, заповнена відносно холодним іонізованим азотом. Це було виявлено за допомогою вимірювача параметрів частинок сонячного вітру (SWAP) на космічному зонді New Horizons, що пролетів крізь цю порожнину.
Область взаємодії атмосфери Плутона з сонячним вітром з боку Сонця розташована на відстані близько 6 радіусів Плутона (7 тис. км), а з протилежного боку — понад 400 радіусів Плутона (500 тис. км). Ці оцінки стосуються зони, де сонячний вітер сповільнюється на 20 %.

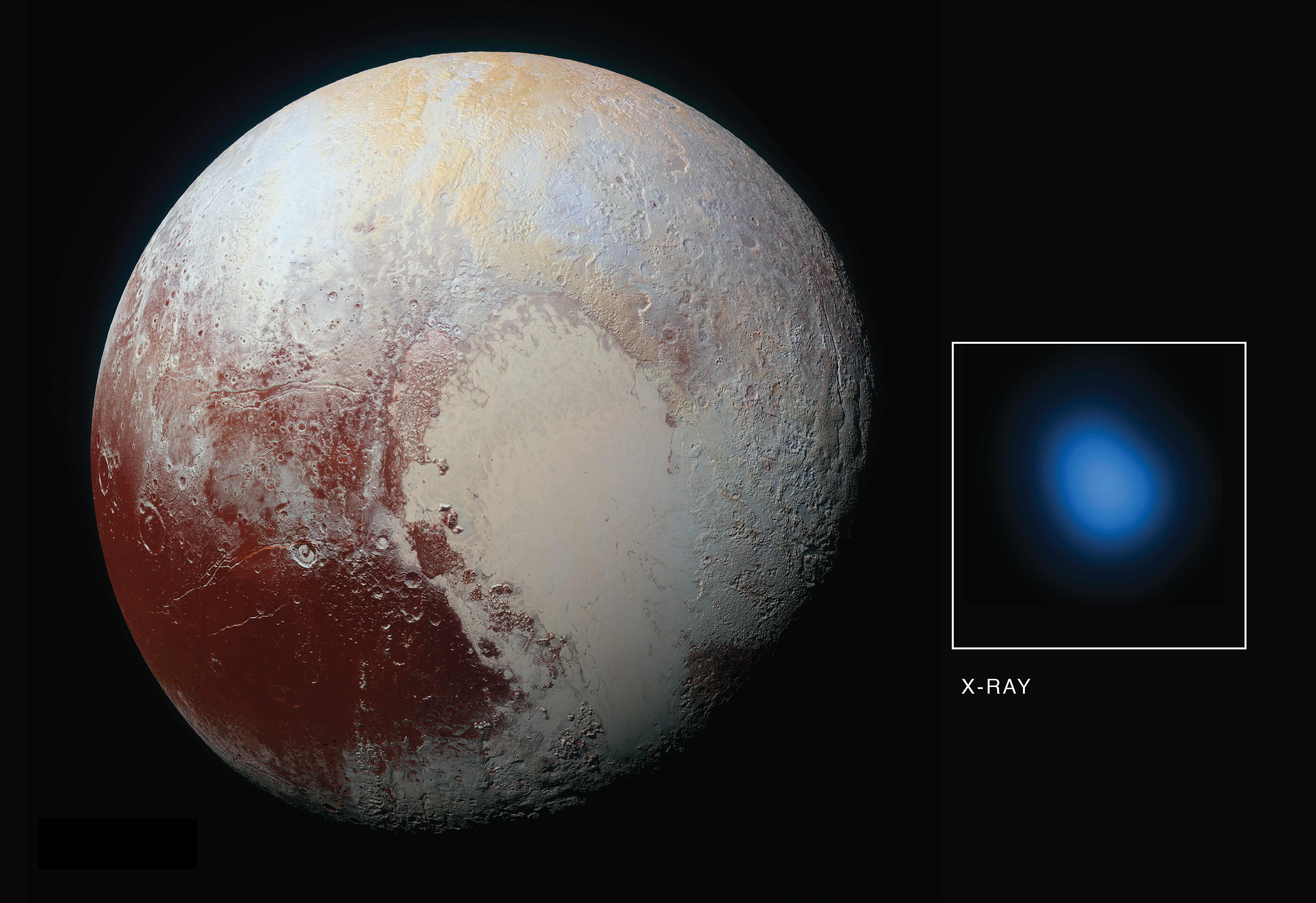
Блакитна пляма — зображення Плутона в рентгенівських променях, отримане телескопом «Чандра».

2014—2015 року за допомогою космічного телескопа «Чандра» виявлено, що від Плутона надходять низькоенергетичні (0,31—0,60 кеВ) рентгенівські промені. Припускають, що вони є результатом взаємодії між газами з атмосфери карликової планети і сонячним вітром.

## Історія досліджень
Ознаки наявності у Плутона атмосфери ще в 1940-х роках шукав у його спектрі Джерард Койпер, але безуспішно. У 1970-х роках деякі астрономи припускали щільну атмосферу й навіть океани з неону, вважаючи його єдиним поширеним у Сонячній системі газом, що в умовах Плутона не замерзає й не розсіюється в космосі. Але ця гіпотеза була заснована на сильно завищеній оцінці маси Плутона. Жодних спостережних даних щодо його атмосфери та складу тоді не було.
1976 року з'явилися перші сильні, хоча й непрямі ознаки існування атмосфери Плутона: за даними інфрачервоної фотометрії, отриманими на 4-метровому телескопі Мейолла, на його поверхні був виявлений метановий лід, який при очікуваній там температурі повинен помітно випаровуватись.
Впевнитися в наявності атмосфери вдалося за допомогою спостережень покриттів Плутоном зірок: якщо зірку покриває безатмосферний об'єкт, світло від неї зникає різко, а у випадку з Плутоном — поступово. Послаблення світла спричинене не стільки атмосферним поглинанням чи розсіюванням, скільки заломленням. Перші спостережні свідчення існування атмосфери отримали 19 серпня 1985 року Ной Брош та Хаїм Мендельсон в обсерваторії Вайза в Ізраїлі. Але якість цих даних була невисокою через несприятливі умови спостереження (до того ж їх детальний опис опублікували лише через 10 років). 9 червня 1988 року існування атмосфери було остаточно підтверджено більш вдалими спостереженнями нового покриття з 8 пунктів (найкращі дані отримала Повітряна обсерваторія Койпера). Було виміряно шкалу висот атмосфери, а за нею розраховано відношення температури до середньої молекулярної маси. Визначити саму температуру, а також тиск, не давали відсутність даних про хімічний склад атмосфери та значна невизначеність у радіусі та масі Плутона.
Питання щодо хімічного складу було вирішене 1992 року завдяки дослідженню інфрачервоного спектру Плутона на 3,8-метровому Інфрачервоному телескопі Сполученого Королівства. Виявилося, що його поверхня вкрита здебільшого азотним льодом. Оскільки він ще й леткіший за метановий, це означало переважання азоту і в атмосфері, хоча газоподібний азот у спектрі й не спостерігався. Крім того, було відкрито домішку замерзлого монооксиду вуглецю. Того ж року на 3,0-метровому інфрачервоному телескопі IRTF у спектрі Плутона вперше надійно зареєстрували лінії газоподібного метану.
Для дослідження атмосфери Плутона важливо знати температуру його поверхні. Найкращі її оцінки дають спостереження теплового випромінювання Плутона. Перші значення, розраховані 1987 року за даними орбітальної обсерваторії IRAS, становили 55–60 K, а дані наступних спостережень вказували на 30–40 K. 2005 року на Субміліметровому масиві вдалося виміряти теплове випромінювання Плутона й Харона окремо, і середнє значення температури поверхні Плутона виявилося рівним 42±4 K (−231±4°C). Це приблизно на 10 K менше, ніж очікувалося; можливо, різниця є наслідком поглинання тепла при випаровуванні азотного льоду. За іншими даними було встановлено, що температура суттєво відрізняється на різних ділянках: від 40 до 55–60 K.
Близько 2000 року Плутон увійшов у багату на зірки область — смугу Чумацького Шляху, де перебуватиме до 2020-х років. Перші після 1988 року покриття спостерігали 20 липня та 21 серпня 2002 року. Це виконали команди Бруно Сікарді з Паризької обсерваторії та Джеймса Елліота з МТІ. Атмосферний тиск виявився приблизно вдвічі більшим, ніж 1988 року. Наступне покриття спостерігали 12 червня 2006, а далі вони стали траплятися частіше. Обробка спостережень показує, що тиск атмосфери Плутона продовжив зростати. Покриття безпрецедентно яскравої зорі (приблизно в 10 разів яскравішої за сам Плутон) спостерігалося 29/30 червня 2015, за 2 тижні до прольоту повз Плутон зонда New Horizons.
14 липня 2015 року New Horizons уперше дослідив атмосферу Плутона зблизька. Він пройшов крізь тінь Плутона, реєструючи поглинання атмосферою сонячного випромінювання, та здійснив експеримент із просвічування її радіохвилями (хвилі випромінювалися з Землі, а апарат їх реєстрував). Це стало першим прямим дослідженням її нижніх шарів. Зокрема, вперше вдалося надійно виміряти поверхневий тиск — 1,0–1,1 Па.